# 武安牌坊群
武安牌坊群，位于中国福建省长泰县武安镇中山南路，为一个省级文物保护单位，类型为古建筑，为第六批福建省文物保护单位，公布时间为2005年5月11日。
武安牌坊群的历史年代为明，自南向北有解元世科坊、春风桃李秋水鱼龙坊和祖孙执法坊。附属建筑有义泉井。

## 解元世科坊
解元世科坊，六柱三门式，立于明嘉靖七年（1528年），为纪念云贵解元薛炳和举人薛春。南侧刻“解元”，北侧刻“世科”。

## 春风桃李秋水鱼龙坊
春风桃李秋水鱼龙坊，二柱一门式，立于明万历四年（1576年），为纪念戴耀、唐尧钦、林秉汉等历科进士和举人。南侧刻“春風桃李”，北侧刻“秋水魚龍”。

## 祖孙执法坊
祖孙执法坊，四柱三门式，立于明万历二十三年（1595年），为纪念督察院都御史戴时宗及其曾孙监察御史戴燝。南北两侧均刻“祖孫執法”。

## 义泉井
义泉井，又名环珠楼井，凿于宋大观四年（1110年）。石结构，开八眼圆形汲水井口，泉水清冽甘美。